# Prigioniero

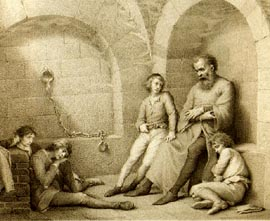
Illustrazione di Francesco Scaramuzza raffigurante il Conte Ugolino con i suoi figli e nipoti imprigionati nella Torre della Muda (1859)

Un prigioniero è un soggetto che, per una serie di motivi, viene privato o si priva della propria libertà d'azione. Solitamente il prigioniero sconta una o più pene la cui natura varia da contesto a contesto, come, ad esempio, la reclusione, i lavori forzati e la tortura.

## Tipologie
Esistono vari tipi di prigioniero:
- Detenuto
- Detenuto fantasma
- Internato civile
- Ostaggio
- Prigioniero di coscienza
- Prigioniero di guerra
- Prigioniero politico
- Schiavo

## Effetti negativi della prigionia

### Isolamento
Alcuni dei più gravi danni psicologici vengono subiti dai prigionieri quando sono costretti all'isolamento nelle celle di massima sicurezza per lunghi periodi poiché sottoposti a deprivazione sensoriale e impossibilitati a entrare in contatto con terzi. Questi periodi di tempo molto lunghi trascorsi in quasi totale solitudine possono portare alla depressione, disturbi del controllo degli impulsi, problemi di concentrazione e memoria, distorsioni della percezione, allucinazioni, forte ansia generalizzata, disturbi di panico, amnesia e a cambiamenti della fisiologia del cervello. In assenza di un contesto sociale che sia necessario per convalidare le percezioni del loro ambiente, i prigionieri diventano facilmente manipolabili, anormalmente sensibili ed eccessivamente vulnerabili all'influenza esercitata da coloro che li tengono sotto custodia. La connessione sociale e il supporto fornito dall'interazione con altri sono prerequisiti fondamentali per permettere al prigioniero di adattarsi in contesti in cui la reclusione dura a lungo. Chi vive in tali situazioni, tende a evitare il contatto con il prossimo: spesso i prigionieri, che sono inizialmente riluttanti all'idea di vivere in totale solitudine, iniziano a provare paura all'idea di entrare in relazione con gli altri. Possono diventare letargici e apatici e non essere più in grado di controllare la propria condotta quando vengono rilasciati dall'isolamento. Possono diventare in un certo modo succubi della struttura carceraria, che diventa per loro l'unico luogo in cui riescono a rimanere mentalmente stabili.
I prigionieri isolati che hanno malattie mentali pre-esistenti sono più suscettibili a tali danni. Questi possono degenerare in comportamenti autolesionisti, o a tendenze suicide e alla psicosi.

## Effetti psicologici

### Sindrome delle unità abitative speciali (Special Housing Units syndrome SHU)
Alcuni degli effetti avversi più estremi subiti dai detenuti sembrano essere causati dall’isolamento per lunghi periodi. Quando detenuti in "Unità abitative speciali" (SHU), i prigionieri sono soggetti a deprivazione sensoriale e mancanza di contatto sociale che possono avere un grave impatto negativo sulla loro salute mentale.
Tra questi prigionieri è stata osservata una condizione psicopatologica identificata come "sindrome SHU". I sintomi sono caratterizzati da problemi di concentrazione e memoria, distorsioni della percezione e allucinazioni. La maggior parte dei detenuti affetti dalla sindrome SHU presentano ansia generalizzata estrema e disturbo di panico, con qualche amnesia sofferente.
Lo State-Trait Anxiety Inventory (STAI) è stato sviluppato per comprendere i meccanismi alla base dell’ansia. L'ansia di stato descrive l'ansia che si verifica in una situazione stressante mentre l'ansia di tratto è la tendenza a sentirsi ansiosi in molte situazioni a causa di un insieme di convinzioni che un individuo ha che minaccia il suo benessere.
La sindrome SHU è un termine creato dallo psichiatra Stuart Grassian per descrivere i sei meccanismi di base che si verificano a livello cognitivo nei prigionieri che si trovano in isolamento o in celle di livello supermax (ossia di super massima sicurezza). I sei meccanismi di base che si verificano insieme sono:
- Iperreattività agli stimoli esterni
- Distorsioni percettive
- Illusioni e allucinazioni
- Attacchi di panico
- Difficoltà con il pensiero
- Concentrazione e memoria
- Pensieri ossessivi invadenti
- Paranoia palese

Stuart Grassian ha proposto che i sintomi siano unici e non si trovino in nessun'altra situazione.
Lunghi periodi possono portare a depressione e cambiamenti nella fisiologia del cervello. In assenza di un contesto sociale necessario per convalidare la percezione del loro ambiente, i prigionieri diventano altamente malleabili, anormalmente sensibili e mostrano una maggiore vulnerabilità all’influenza di coloro che controllano il loro ambiente. La connessione sociale e il supporto fornito dall’interazione sociale sono prerequisiti per l’adattamento sociale a lungo termine come detenuto.
I prigionieri mostrano l’effetto paradossale del ritiro sociale dopo lunghi periodi di isolamento. Si verifica uno spostamento dal desiderio di un maggiore contatto sociale alla paura di esso. Possono diventare letargici e apatici e non essere più in grado di controllare la propria condotta una volta rilasciati dall'isolamento. Possono arrivare a dipendere dalla struttura carceraria per controllare e limitare la loro condotta.
I soggiorni a lungo termine in isolamento possono causare ai detenuti lo sviluppo di depressione clinica e disturbo del controllo degli impulsi a lungo termine. Quelli con malattie mentali preesistenti corrono un rischio maggiore di sviluppare sintomi psichiatrici. Alcuni comportamenti comuni sono l'automutilazione, le tendenze suicide e la psicosi.

### Sindrome di Stoccolma
La sindrome psicologica conosciuta come sindrome di Stoccolma descrive un fenomeno paradossale in cui, nel tempo, gli ostaggi sviluppano sentimenti positivi nei confronti dei loro rapitori. L'ego della vittima sviluppa una serie di meccanismi di difesa per sopravvivere e far fronte allo stress in una situazione traumatica.

## Cultura del detenuto
La fondazione della sociologia etnografica carceraria come disciplina, da cui deriva la maggior parte della conoscenza significativa della vita e della cultura carceraria, è comunemente attribuita alla pubblicazione di due testi chiave: The Prison Community di Donald Clemmer, che fu il primo pubblicato nel 1940 e ripubblicato nel 1958; e il classico studio di Gresham Sykes The Society of Captives, anch'esso pubblicato nel 1958. Il testo di Clemmer, basato sul suo studio su 2.400 detenuti in tre anni presso il Menard Correctional Center dove lavorò come sociologo clinico, si diffuse la nozione dell’esistenza di una cultura e di una società distinta dei detenuti con valori e norme antitetici sia all’autorità carceraria che alla società in generale.
In questo mondo, per Clemmer, questi valori, formalizzati come il "codice del detenuto", fornivano precetti comportamentali che univano i prigionieri e favorivano l'antagonismo nei confronti degli agenti carcerari e dell'istituzione carceraria nel suo complesso. Il processo attraverso il quale i detenuti acquisiscono questo insieme di valori e linee guida comportamentali mentre si adattano alla vita carceraria viene chiamato "prigionizzazione", che definisce come "l'assunzione, in misura maggiore o minore, degli usi popolari, dei costumi, dei costumi e della cultura generale di il penitenziario". Tuttavia, mentre Clemmer sosteneva che tutti i prigionieri sperimentassero un certo grado di "prigionizzazione", questo non era un processo uniforme e fattori come la misura in cui un prigioniero si coinvolgeva nelle relazioni di gruppo primarie nella prigione e il grado in cui si identificava con la società esterna hanno avuto tutti un impatto considerevole.
La "prigionizzazione" come inculcazione di una cultura carceraria è stata definita dall'identificazione con i gruppi primari in carcere, dall'uso del gergo e dell'argot carcerario, dall'adozione di rituali specifici e da un'ostilità verso l'autorità carceraria in contrasto con la solidarietà dei detenuti ed è stata affermata da Clemmer per creare individui acculturati in uno stile di vita criminale e deviante che ostacolava tutti i tentativi di riformare il loro comportamento.
In opposizione a queste teorie, diversi sociologi europei hanno dimostrato che i detenuti sono spesso frammentati e i legami che hanno con la società sono spesso più forti di quelli forgiati in carcere, in particolare attraverso l’azione del lavoro sulla percezione del tempo.

### Codice di condanna
Il codice carcerario era teorizzato come un insieme di norme comportamentali tacite che esercitavano un impatto pervasivo sulla condotta dei detenuti. La competenza nel seguire le routine richieste dal codice determinava in parte l'identità del detenuto. Come insieme di valori e linee guida comportamentali, il codice della pena faceva riferimento al comportamento dei detenuti nell'antagonizzare il personale e alla solidarietà reciproca tra detenuti nonché alla tendenza alla non divulgazione alle autorità penitenziarie delle attività dei detenuti e alla resistenza al programmatore di riabilitazione. Pertanto, è stato visto come un'espressione e una forma di resistenza comunitaria e ha consentito la sopravvivenza psicologica dell'individuo sotto sistemi di controllo carcerario estremamente repressivi e irreggimentati.
Sykes ha delineato alcuni dei punti più salienti di questo codice così come applicato nel dopoguerra negli Stati Uniti:
- Non interferire con gli interessi dei detenuti.
- Mai denunciare una truffa.
- Non essere invadenti.
- Tenere lontana la schiena da un uomo.
- Non mettere un ragazzo in difficoltà.
- Essere fedele alla tua classe.
- Essere calmi.
- Prendersi il proprio tempo.
- Non portare calore.
- Non sfruttare i detenuti.
- Non scappare.
- Essere difficile.
- Essere cauto e cercare di essere un uomo.
- Non parlare mai di rapporti sessuali.
- Avere una connessione.
- Essere acuti[22].